# 100 Metros
100 Metros é um filme luso-espanhol do género comédia dramática, realizado e escrito por Marcel Barrena e protagonizado por Dani Rovira, Maria de Medeiros, Karra Elejalde e Alexandra Jiménez. Estreou-se em Espanha a 4 de novembro de 2016, em Portugal a 30 de março de 2017 e no Brasil foi exibido pela Netflix a 10 de março de 2017.

## Elenco
- Dani Rovira como Ramón Arroyo
- Karra Elejalde	como Manolo
- Maria de Medeiros como Noelia
- Alexandra Jiménez como	Inma
- David Verdaguer como Mario
- Clara Segura como doutora Berta
- Andrés Velencoso como treinador
- Alba Ribas como Ariadna
- Gael Díaz como Borja
- Bruno Bergonzini como Bernat
- Marc Balaguer i Roca como Pau
- Marcel Barrena como Juez Carrera
- Ricardo Pereira como Marcos
- Manuela Couto como chefe de Ramón
- Betsy Turnez como enfermeira

## Reconhecimentos
| Ano  | Prémios                                    | Categorias                             | Destinatários e nomeados                        | Resultado | Referências |
| ---- | ------------------------------------------ | -------------------------------------- | ----------------------------------------------- | --------- | ----------- |
| 2016 | Prémios Goya                               | Melhor ator secundário                 | Karra Elejalde                                  | Indicado  | [ 6 ]       |
| 2017 | Prémios Cinematográficos José María Forqué | Prémio de Cinema e Educação em Valores | 100 Metros                                      | Indicado  | [ 7 ]       |
| 2017 | Prémios Gaudí                              | Melhor filme de língua estrangeira     | 100 Metros                                      | Indicado  | [ 8 ] [ 9 ] |
| 2017 | Prémios Gaudí                              | Melhor argumento                       | Marcel Barrena                                  | Indicado  | [ 8 ] [ 9 ] |
| 2017 | Prémios Gaudí                              | Melhor direção de produção             | Teresa Gefaell e Alberto Álvarez                | Indicado  | [ 8 ] [ 9 ] |
| 2017 | Prémios Gaudí                              | Melhor atriz secundária                | Alexandra Jiménez                               | Venceu    | [ 8 ] [ 9 ] |
| 2017 | Prémios Gaudí                              | Melhor atriz secundária                | Clara Segura                                    | Indicado  | [ 8 ] [ 9 ] |
| 2017 | Prémios Gaudí                              | Melhor ator secundário                 | Karra Elejalde                                  | Venceu    | [ 8 ] [ 9 ] |
| 2017 | Prémios Gaudí                              | Melhor ator secundário                 | Bruno Bergonzini                                | Indicado  | [ 8 ] [ 9 ] |
| 2017 | Prémios Gaudí                              | Melhor ator secundário                 | David Verdaguer                                 | Indicado  | [ 8 ] [ 9 ] |
| 2017 | Prémios Gaudí                              | Melhor som                             | Marc Orts, Carlos Alberto Lopes e Branko Neskov | Indicado  | [ 8 ] [ 9 ] |
| 2017 | Prémios Gaudí                              | Melhores efeitos visuais               | Àlex Villagrasa                                 | Indicado  | [ 8 ] [ 9 ] |
| 2017 | Prémios Gaudí                              | Melhor maquilhagem e penteado          | Patricia Reyes e Alba Guillén                   | Indicado  | [ 8 ] [ 9 ] |